# Gare de Villiers-Saint-Georges
La gare de Villiers-Saint-Georges est une gare ferroviaire française de la ligne de Longueville à Esternay, située sur le territoire de la commune de Villiers-Saint-Georges, dans le département de Seine-et-Marne, en région Île-de-France.
Elle est fermée au trafic de voyageurs en 1952 par la Société nationale des chemins de fer français (SNCF).

## Situation ferroviaire
Établie à 160 m d'altitude, la gare de Villiers-Saint-Georges est située au point kilométrique (PK) 110,858 de la ligne de Longueville à Esternay, après la gare ouverte de Provins et la limite d'exploitation de la ligne au PK 111,676, avant la gare fermée et désaffectée de Montceaux - Saint-Bon.

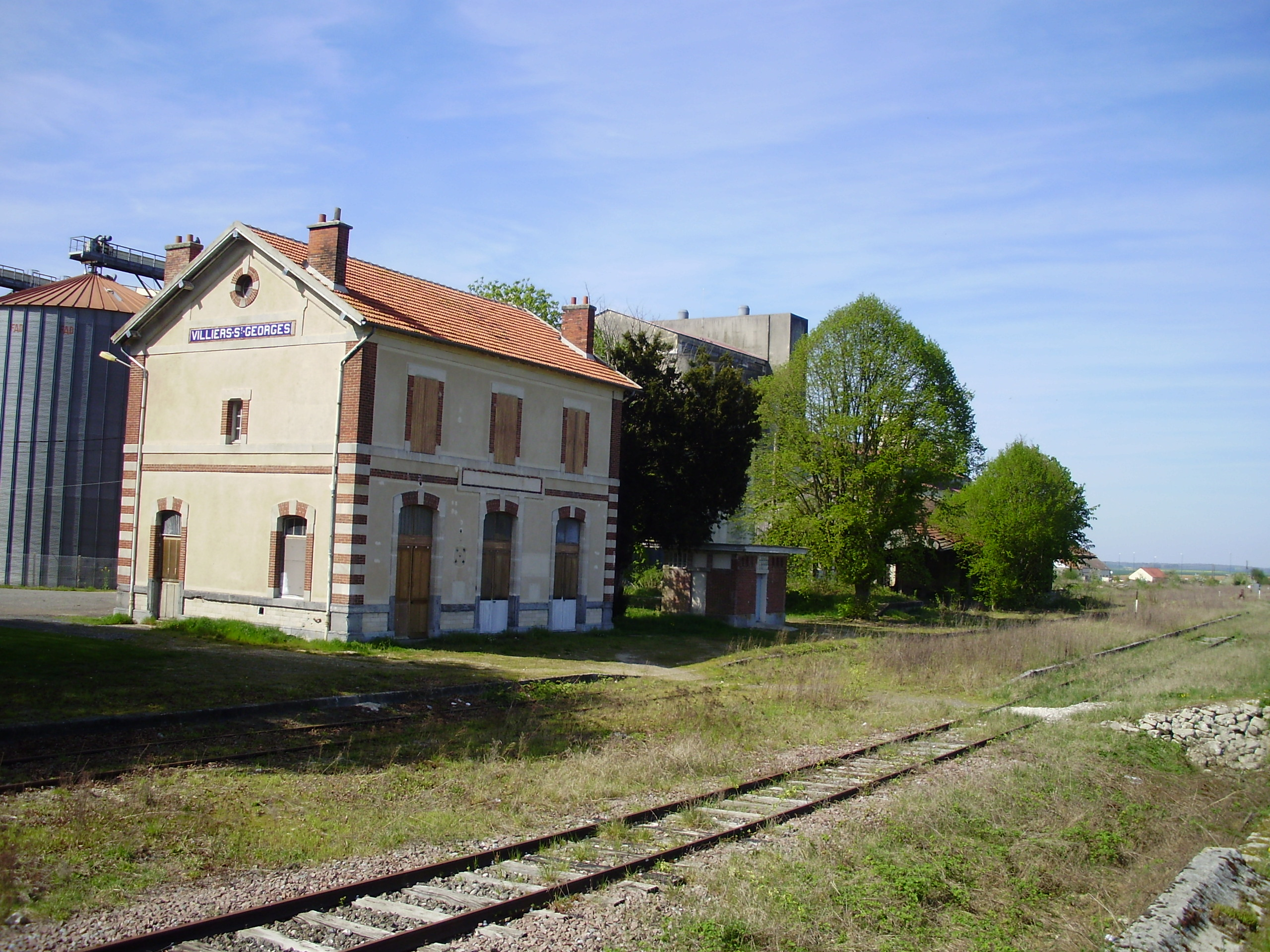
L'ancienne gare en avril 2011.

## Histoire
En 1867, un projet de ligne de Provins à Villiers-Saint-Georges, ne remportera pas un grand succès. En effet, le préfet de l'époque, désabusé, déclara que la participation pécuniaire acceptée par les municipalités concernées ne représentait qu'un quart de ce qui leur avait été demandé et une commune sur sept avait déclaré être contre ce projet.
En 1882, un projet visait à créer une ligne qui irait de Villiers-Saint-Georges à Rozay-en-Brie. La ligne était notée sur la « Carte des chemins de fer souhaités en Seine-et-Marne » selon le rapport Chazal de 1884 mais n'est plus citée dans les rapports suivants.
Enfin, un projet concernant la commune de Villiers-Saint-Georges est accepté : le prolongement de la ligne allant de Longueville jusqu'à Provins vers Villiers-Saint-Georges mais qui, cette fois, ira jusqu'à Esternay. Le tracé est mis en place par la loi du 17 juillet 1878 et est reconnu d'utilité publique le 7 janvier 1881. Une carte des chemins de fer seine-et-marnais de 1878 mentionne d'ailleurs le tracé à l'état de projet.
Les travaux pour le prolongement de la ligne au-delà de Provins durent depuis maintenant sept ans et le mécontentement commence à apparaître au sein des Provinois et des habitants des communes environnantes. La réalisation du prolongement est tellement délicate que René-Charles Plancke dans son livre « Histoire du chemin de fer de Seine-et-Marne » n'hésite pas à comparer cette ligne à « l'arlésienne des chemins de fer seine-et-marnais ». Lassée par ce retard, la Feuille de Provins, le 26 mai 1888, écrit : « si l'on en croit certains indices, l’exécution du prolongement de la ligne de Provins à Esternay n'est pas encore près de se faire ». Cela n'empêchera pas la ligne d'être ajournée en 1894.
En 1900, Provins est encore le terminus de la ligne. En attentant le prolongement de la ligne, un omnibus est mis en place de Villiers-Saint-Georges à Provins qui part tous les jours à 18 h pour en repartir à 23 h 30. La ligne a cependant un service supplémentaire, chaque samedi à 11 h, qui repart de Provins à 17 h 15. L'arrivée du chemin de fer causera la disparition des omnibus dans ces communes.
La station de Villiers-Saint-Georges est mise en service en 1902 lors du prolongement jusqu'à Esternay de l'embranchement de Provins. L'arrêt figure sur la fiche horaire de 1911 ; il fallait 52 minutes pour aller à Esternay et 24 minutes pour aller à Provins.

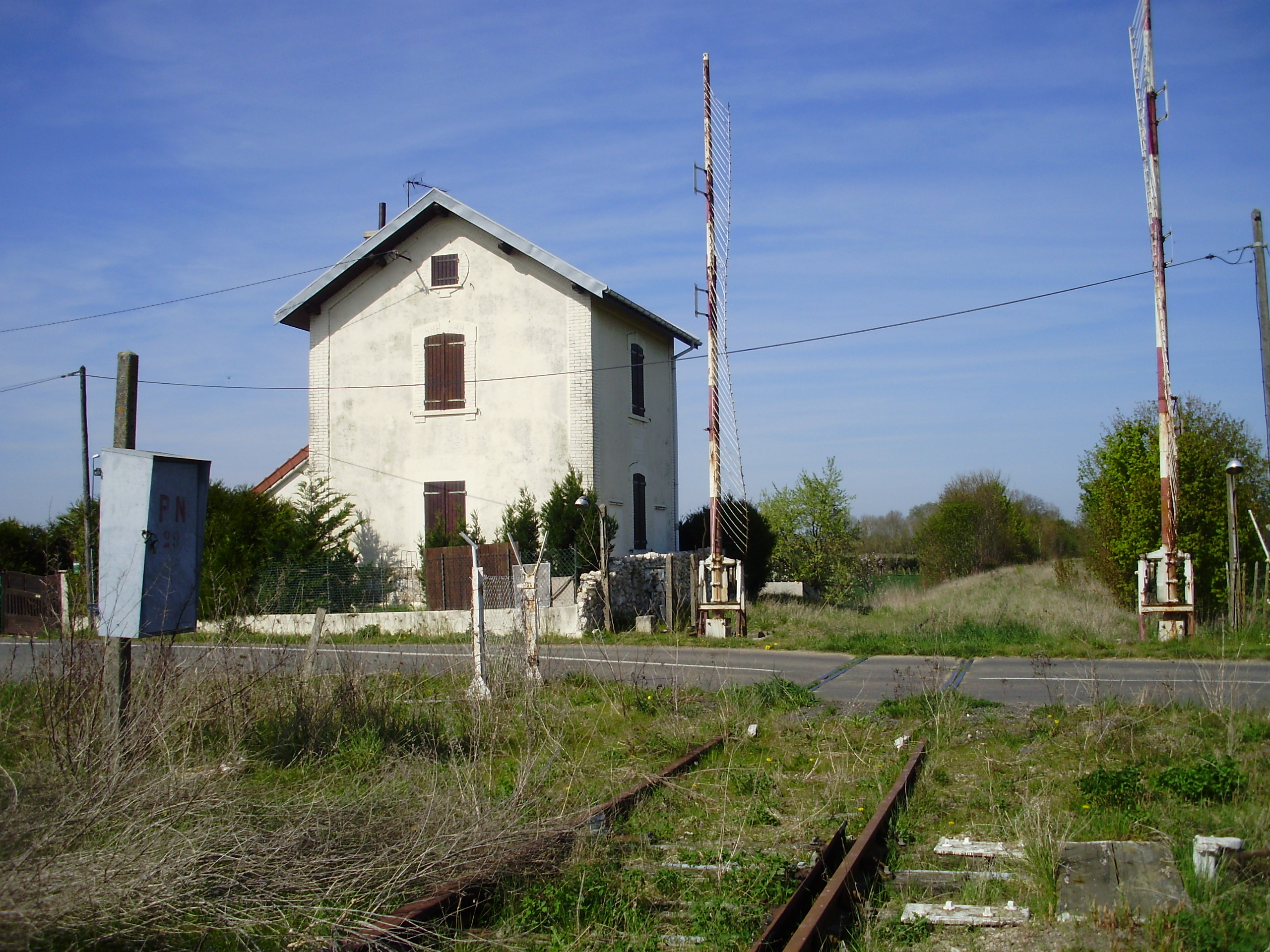
Passage à niveau n° 29 à 500 m environ au nord de la gare, au croisement avec la route départementale D 60. La limite d'exploitation de la ligne se trouve à une centaine de mètres au-delà.

Depuis le début du siècle, la multiplication de l'utilisation des transports routiers entraîna la fermeture de nombreuses lignes secondaires en Seine-et-Marne.
Ces fermetures touchèrent aussi la ligne de Longueville à Esternay où se situe Villiers-Saint-Georges. Le 15 septembre 1952, avec la fermeture aux voyageurs du tronçon Provins – Esternay, la gare est fermée au trafic de voyageurs. Le 3 novembre 1969, le tronçon Villiers-Saint-Georges – Esternay est déferré, laissant très peu de chance à la réalisation d'un projet de réouverture au-delà de la commune d'Esternay.

## Train touristique
Il arrive que l'Association de jeunes pour l'entretien et la conservation des trains d'autrefois (AJECTA) organise des voyages en trains de Longueville à Villiers-Saint-Georges en passant par Provins, lors des Journées du patrimoine en septembre. Les rames alors utilisées sont d'anciens trains en traction vapeur. L'opération s'est déroulée en août 2002, 2003, 2004, en avril 2005, 2007 et 2017 ou encore en mai 2023.

## Projets
Provins – Villiers-Saint-Georges : en décembre 2009, le site Web « provins.evous.fr » fait état d'une information sur un projet de réouverture « annoncée » de la section de ligne Provins – Villiers-Saint-Georges. En effet, la mise en service des dernières rénovations ont eu un effet sur la fréquentation des trains, ce qui a engendré la saturation des parcs de stationnement à Provins. Le président de la SNCF a confirmé lors d'une réunion avec les élus locaux, vendredi 11 décembre 2009, la réouverture aux transports de voyageurs de la section Provins – Villiers-Saint-Georges.
Une étude de faisabilité devrait être effectuée prochainement pour un train touristique qui ferait Provins – Léchelle – Beauchery-Saint-Martin – Villiers-Saint-Georges (en reprenant l'ancien tracé).